# U.S. Men's Clay Court Championships 2006 - Qualificazioni singolare
Le qualificazioni del singolare  dell'U.S. Men's Clay Court Championships 2006 sono state un torneo di tennis preliminare per accedere alla fase finale della manifestazione. I vincitori dell'ultimo turno sono entrati di diritto nel tabellone principale. In caso di ritiro di uno o più giocatori aventi diritto a questi sono subentrati i lucky loser, ossia i giocatori che hanno perso nell'ultimo turno ma che avevano una classifica più alta rispetto agli altri partecipanti che avevano comunque perso nel turno finale.
Le qualificazioni del torneo U.S. Men's Clay Court Championships 2006 prevedevano 32 partecipanti di cui 4 sono entrati nel tabellone principale.

## Teste di serie
1. Gilles Müller (Qualificato)
2. Stefan Koubek (ultimo turno)
3. Igor' Kunicyn (Qualificato)
4. Antony Dupuis (Qualificato)

1. Hugo Armando (secondo turno)
2. Michael Russell (secondo turno)
3. Dušan Vemić (ultimo turno)
4. Scoville Jenkins (Qualificato)

## Qualificati
1. Gilles Müller
2. Scoville Jenkins

1. Igor' Kunicyn
2. Antony Dupuis

## Tabellone

### Legenda
| - Q = Qualificato - WC = Wild card - LL = Lucky loser | - ALT = Alternate - SE = Special Exempt - PR = Protected Ranking | - w/o = Walkover - r = Ritirato - d = Squalificato |

### Sezione 1
|  | Primo turno     | Primo turno     | Primo turno     | Primo turno | Primo turno |  |  | Secondo turno | Secondo turno   | Secondo turno | Secondo turno | Secondo turno |   |     | Ultimo turno | Ultimo turno  | Ultimo turno  | Ultimo turno | Ultimo turno |  |
|  |                 |                 |                 |             |             |  |  |               |                 |               |               |               |   |     |              |               |               |              |              |  |
|  |                 |                 |                 |             |             |  |  |               |                 |               |               |               |   |     |              |               |               |              |              |  |
|  |                 |                 |                 |             |             |  |  | 1             | Gilles Müller   | 6             | 4             | 6             |   |     |              |               |               |              |              |  |
|  | Johan Brunström | Johan Brunström | Johan Brunström | 6           | 6           |  |  |               | Johan Brunström | 2             | 6             | 4             |   |     |              |               |               |              |              |  |
|  | Theron Cole     | Theron Cole     | Theron Cole     | 0           | 4           |  |  |               |                 |               |               |               |   |     | 1            | Gilles Müller | Gilles Müller | 7            | 7            |  |
|  |                 |                 |                 |             |             |  |  |               |                 |               | Edgardo Massa | Edgardo Massa | 5 | 612 |              |               |               |              |              |  |
|  |                 |                 |                 |             |             |  |  |               | Edgardo Massa   | 6             | 4             | 6             |   |     |              |               |               |              |              |  |
|  |                 |                 |                 |             |             |  |  | 5             | Hugo Armando    | 2             | 6             | 2             |   |     |              |               |               |              |              |  |
|  |                 |                 |                 |             |             |  |  |               |                 |               |               |               |   |     |              |               |               |              |              |  |

### Sezione 2
|  | Primo turno       | Primo turno       | Primo turno      | Primo turno | Primo turno |  |  | Secondo turno | Secondo turno    | Secondo turno    | Secondo turno    | Secondo turno    |   |   | Ultimo turno | Ultimo turno  | Ultimo turno  | Ultimo turno | Ultimo turno |  |
|  |                   |                   |                  |             |             |  |  |               |                  |                  |                  |                  |   |   |              |               |               |              |              |  |
|  |                   |                   |                  |             |             |  |  |               |                  |                  |                  |                  |   |   |              |               |               |              |              |  |
|  |                   |                   |                  |             |             |  |  | 2             | Stefan Koubek    | Stefan Koubek    | 6                | 6                |   |   |              |               |               |              |              |  |
|  | Michael Kohlmann  | Michael Kohlmann  | Michael Kohlmann | 6           | 6           |  |  |               | Michael Kohlmann | Michael Kohlmann | 4                | 4                |   |   |              |               |               |              |              |  |
|  | Alex Clayton      | Alex Clayton      | Alex Clayton     | 4           | 4           |  |  |               |                  |                  |                  |                  |   |   | 2            | Stefan Koubek | Stefan Koubek | 6            | 1            |  |
|  | Diego Veronelli   | Diego Veronelli   | 4                | 6           | 6           |  |  |               |                  | 8                | Scoville Jenkins | Scoville Jenkins | 7 | 6 |              |               |               |              |              |  |
|  | Gustavo Marcaccio | Gustavo Marcaccio | 6                | 2           | 0           |  |  |               | Diego Veronelli  | 62               | 7                | 4                |   |   |              |               |               |              |              |  |
|  |                   |                   |                  |             |             |  |  | 8             | Scoville Jenkins | 7                | 5                | 6                |   |   |              |               |               |              |              |  |
|  |                   |                   |                  |             |             |  |  |               |                  |                  |                  |                  |   |   |              |               |               |              |              |  |

### Sezione 3
|  | Primo turno     | Primo turno     | Primo turno     | Primo turno | Primo turno |  |  | Secondo turno | Secondo turno   | Secondo turno   | Secondo turno | Secondo turno |   |   | Ultimo turno | Ultimo turno  | Ultimo turno  | Ultimo turno | Ultimo turno |  |
|  |                 |                 |                 |             |             |  |  |               |                 |                 |               |               |   |   |              |               |               |              |              |  |
|  |                 |                 |                 |             |             |  |  |               |                 |                 |               |               |   |   |              |               |               |              |              |  |
|  |                 |                 |                 |             |             |  |  | 3             | Igor' Kunicyn   | Igor' Kunicyn   | 6             | 6             |   |   |              |               |               |              |              |  |
|  | Jesse Levine    | Jesse Levine    | Jesse Levine    | 6           | 6           |  |  |               | Jesse Levine    | Jesse Levine    | 2             | 4             |   |   |              |               |               |              |              |  |
|  | Sebastian Waske | Sebastian Waske | Sebastian Waske | 0           | 0           |  |  |               |                 |                 |               |               |   |   | 3            | Igor' Kunicyn | Igor' Kunicyn | 7            | 6            |  |
|  | Ivo Heuberger   | Ivo Heuberger   | 3               | 6           | 6           |  |  |               |                 |                 | Ivo Heuberger | Ivo Heuberger | 5 | 4 |              |               |               |              |              |  |
|  | Julian Knowle   | Julian Knowle   | 6               | 3           | 1           |  |  |               | Ivo Heuberger   | Ivo Heuberger   | 6             | 6             |   |   |              |               |               |              |              |  |
|  |                 |                 |                 |             |             |  |  | 6             | Michael Russell | Michael Russell | 4             | 3             |   |   |              |               |               |              |              |  |
|  |                 |                 |                 |             |             |  |  |               |                 |                 |               |               |   |   |              |               |               |              |              |  |

### Sezione 4
|  | Primo turno         | Primo turno         | Primo turno         | Primo turno | Primo turno |  |  | Secondo turno | Secondo turno       | Secondo turno | Secondo turno | Secondo turno |   |      | Ultimo turno | Ultimo turno  | Ultimo turno | Ultimo turno | Ultimo turno |  |
|  |                     |                     |                     |             |             |  |  |               |                     |               |               |               |   |      |              |               |              |              |              |  |
|  |                     |                     |                     |             |             |  |  |               |                     |               |               |               |   |      |              |               |              |              |              |  |
|  |                     |                     |                     |             |             |  |  | 4             | Antony Dupuis       | Antony Dupuis | 6             | 7             |   |      |              |               |              |              |              |  |
|  | Frank Moser         | Frank Moser         | Frank Moser         | 6           | 6           |  |  |               | Frank Moser         | Frank Moser   | 4             | 62            |   |      |              |               |              |              |              |  |
|  | Marcus Fugate       | Marcus Fugate       | Marcus Fugate       | 3           | 3           |  |  |               |                     |               |               |               |   |      | 4            | Antony Dupuis | 3            | 6            | 7            |  |
|  | Mashiska Washington | Mashiska Washington | Mashiska Washington | 6           | 6           |  |  |               |                     | 7             | Dušan Vemić   | 6             | 3 | 6(1) |              |               |              |              |              |  |
|  | Sunday Jegede       | Sunday Jegede       | Sunday Jegede       | 3           | 0           |  |  |               | Mashiska Washington | 6             | 2             | 1             |   |      |              |               |              |              |              |  |
|  |                     |                     |                     |             |             |  |  | 7             | Dušan Vemić         | 3             | 6             | 6             |   |      |              |               |              |              |              |  |
|  |                     |                     |                     |             |             |  |  |               |                     |               |               |               |   |      |              |               |              |              |              |  |